# Високосний рік (фільм, 1921)
«Високосний рік» (англ. Leap Year) — американська кінокомедія Джеймса Круза 1921 року з Роско Арбаклом у головній ролі.
Фільм частково знято на острові Санта-Каталіна.

## Сюжет
Стенлі, спадкоємець статку свого дядька, закоханий у медсестру. Але вона вважає його занадто вітряним. Щоб вийти з цієї ситуації, Стенлі вирішує, що йому потрібна порада жінки. Але всі дівчата, до яких він звертається за допомогою, невірно тлумачать його відвертість, як визнання в любові.

## У ролях
- Роско «Товстун» Арбакл — Стенлі
- Люсьєн Літтлфілд — Єремія Пайпер
- Мері Турман — медсестра Філліс Браун
- Джон Маккіннон — Мамфорд, паркувальник
- Кларенс Гелдарт — Скот Тревіс
- Гаррієт Геммонд — Лоріс Кін
- Гертруда Шорт — Молі Моріс
- Вініфред Грінвуд — містер Тревіс
- Мод Вейн — Ірен Резерфорд
- Сідні Брейсі — прес-агент Лоріс Кін